# 4次元多様体
数学において、4次元多様体 (4-manifold) は 4次元の位相多様体である。滑らかな4次元多様体 (smooth 4-manifold) は、滑らかな構造をもつ 4次元多様体である。4次元では、低次元では注目すべき対比があり、位相多様体と滑らかな多様体の間で大きな差異がある。滑らかな構造を持たない 4次元多様体が存在し、たとえ、滑らかな構造が存在したとしても、一意であるとは限らない（すなわち、同相であるが微分同相ではない滑らかな多様体が存在する）。

## 4次元位相多様体
単連結でコンパクトな4次元多様体のホモトピーは、中間次元ホモロジー上の交叉形式にのみ依存する。M. Freedman (1982)の有名な定理は、多様体の同相タイプはこの交叉形式であるカービー・ジーベンマン不変量と呼ばれる Z/2Z 不変量にのみ依存するという定理であり、さらに、ユニモジュラー形式とカービー・ジーベンマン不変量のすべての結合を得るという定理である。ただし、形式が偶数のときは、カービー・ジーベンマン不変量は (符号)/ 8 (mod 2) である。
例:
- 形式が 0 である特別な場合は、このことは 4次元位相多様体のポアンカレ予想を意味する。
- 形式が E8 であれば、この多様体をE8多様体（英語版）と呼び、どのような単体複体とも同相でない多様体となる。
- 形式が Z であれば、カービー・ジーベンマン不変量に依存する 2つの多様体が存在する。ひとつは、2次元複素射影空間であり、もうひとつは、フェイク射影空間である。同じホモトピー型をもつが同相ではない（滑らかな構造をもたない）。
- 形式のランクが 28 より大きいと、正定値ユミモジュラー形式の数（英語版）は、ランクを急増加して始まるので、対応する単連結位相4次元多様体の数は非常に巨大となる（これらの大半はほぼ興味がないように思える）。

フリードマンの分類は、基本群が複雑過ぎない場合へ拡張することができる。たとえば、基本群が Z のとき、Z の群環上のエルミート形式を使う上の分類と同じ分類がある。基本群があまりに大きすぎると（たとえば、2つの生成子をもつ自由群）であると、フリードマンのテクニックはうまくいかず、そのような多様体についてはほとんど知られていない。
任意の群の有限表現に対し、その群を基本群としてもつ（滑らかな）コンパクトな 4次元多様体を構成することは容易である。しかし、群の 2つの有限表現が同型（たとえ自明であることが知られている場合でも）であるかどうかを知るアルゴリズムが存在しないように、2つの 4次元多様体が同じ基本群をもつかどうかを知るアルゴリズムは存在しない。この理由は、4次元多様体に関する仕事の大半が単連結な場合のみを考えているからである。多くの問題の一般的な場合は、扱いにくいことがすでに知られている。

## 滑らかな 4次元多様体
大きくとも次元 6 の多様体に対し、区分線形な (PL) 構造は、本質的には一つの方法で滑らかにすることができ、従って、特に、4次元のPL多様体(PL manifold)の理論は、4次元の滑らかな多様体の理論に大半が同じである。
滑らかな 4次元多様体の理論の主要な問題は、単純でコンパクトな多様体を分類することである。位相多様体として知られていることは、以下の二つの部分に分かれる。
1. どのような位相多様体が滑らかか？
2. 滑らかな多様体上の異なる滑らかな構造を分類せよ。

第一の問題のほぼ完全な答えがあり、単連結でコンパクトな 4次元多様体は滑らかな構造を持つ。第一に、カービィ不変量は 0 であるはずである。
- 交叉形式は有限で、ドナルドソンの定理(Donaldson 1983) は完全な答えを与える。滑らかな構造が存在することと、交叉形式が対角化できることとは同値である。
- 交叉形式が不定値で、奇であると、滑らかな構造が存在する。
- 交叉形式が不定値で、偶であると、必要ならば向き変えることにより非正の符号とすることを前提とすると、その場合には、ある m と n があり、'm 個の II1,1 のコピーと 2n 個の E8(−1) のコピーの和と同型となる。m ≥ 3n であれば（従って次元は少なくとも |符号| の 11/8 倍）、滑らかな構造が存在し、n 個のK3曲面と m − 3n 個の S2×S2 のコピーの連結和を取ることで与えられる。m ≤ 2n（従って次元は多くとも |符号| の 10/8 倍である）とすると、古田幹雄は滑らかな構造が存在しないことを証明した(Furuta 2001)。このことは 10/8 と 11/8 間にギャップがあり、そこでの答えは未解決である。（上の状態をカバーしていない最小の場合は、n = 2 と m = 5 の場合であるが、しかし、これも棄却されるので、現在知られていない最小の格子は、格子 II7,55 でランクは 62 であり、n = 3 であり m = 7 である。「11/8 予想」は、滑らかな構造は、次元が |符号| の 11/8 倍以下であれば、滑らかな構造は存在しないのではないかという予想である。

対照的に、向き付けされた 4次元多様体上の滑らかな構造を分類する第二の問題はほとんど分かっていない。実際、単独の滑らかな 4次元多様体で、答えが知られているものはない。ドナルドソンは、ドルガチェフ曲面のような、単連結でコンパクトな 4次元多様体が存在し、可算無限個の異なる滑らかな構造が存在することを示した。R4 上には非可算無限個の異なる滑らかな構造が存在する。エキゾチック R4を参照。
フィンツシェル (Fintushel) とスターン (Stern) は、手術を使い、多くの滑らかな多様体の上で、互いに異なる大きな数の滑らかな構造をどのように構成するかを示し（任意の整数係数多項式をインデックスとする）、サイバーグ・ウィッテン不変量を使い、滑らかな構造は異なっていることを示した。これらの結果は、単連結でコンパクトな滑らかな 4次元多様体の分類は非常に複雑であることを意味している。現在、この分類が妥当であるというもっともらしい予想はない（いくつかの早い段階の予想は、すべての単連結な滑らかな 4次元多様体は、代数曲面、あるいは、シンプレクティック多様体の向きを保つ連結和かもしれないという予想があったが、否定された）。

## 4次元での特別な現象
多くとも次元 3 以下の低次元の方法により証明できる多様体に関しての基本定理がいくつかあり、少なくとも次元が 5 以上の高次元の全く異なる方法もいくつかあるが、しかし、それらは 4次元では誤りとなる。ここにいくつかの例を挙げる。
- 記事低次元トポロジーの中の 4次元でのその他の特別な現象に掲げてある例。

## 次元 4 でのホイットニーのトリックの失敗
フランク・クイン (Frank Quinn) に従うと、「次元 2n の多様体の 2つの n-次元部分多様体は、通常、互いに孤立点で交叉する。ホイットニーのトリック ("Whitney trick") は、埋め込まれた 2-円板を横切るイソトピーを使いこれらの交叉を単純化した。大まかにいうと、これは 2-円板の埋め込みへ n-次元の埋め込みの研究を帰着させる。しかし、これは埋め込みが次元 4 のときには帰着することができない。2-円板自身は中間次元であり、従って、それらを埋め込もうとすると解くことを助けていたことと同じ問題にちょうど出くわしてしまう。これが、他とは区別されて次元 4 で発生する現象である。」